# La preda umana
La preda umana (Run for the Sun) è un film del 1956 diretto da Roy Boulting in Technicolor e interpretato da Richard Widmark e Trevor Howard.
È ispirato al racconto La partita più pericolosa (The Most Dangerous Game) di Richard Connell del 1924.

## Trama
La giornalista Katherine Connors giunge in Messico, nel villaggio di San Marcos, dove intende ritrovare e intervistare lo scrittore Mike Latimer, un celebre autore di romanzi d'avventura, che da tempo è scomparso dalla scena letteraria facendo perdere le proprie tracce. Kathy prende alloggio al Gran-Hotel di San Marcos e, la sera stessa, finge di incontrare casualmente Latimer, anch'egli ospite dell'albergo, senza rivelargli di essere una giornalista ma esprimendogli ammirazione per il suo lavoro. Latimer non crede alla casualità dell'incontro ma ne è divertito, tanto che simpatizza per Kathy e la invita a un'uscita di pesca l'indomani mattina. I due trascorrono molto tempo insieme nei giorni successivi ma Latimer, in preda a una forte crisi esistenziale, presto torna a rifugiarsi nell'alcol senza più uscire dalla sua stanza. Kathy, dopo aver comunicato telefonicamente al suo redattore di non voler più realizzare il servizio su Latimer, si reca dallo scrittore che le narra le vicissitudini, culminate col tradimento da parte della moglie durante un safari in Africa, che lo hanno portato a isolarsi a San Marcos e a smettere di scrivere. Kathy decide di ripartire per gli Stati Uniti ma mentre sta lasciando l'albergo, incontra Latimer che le offre di accompagnarla a Città del Messico con il suo aeroplano biposto. Mentre sale sul velivolo, Kathy appoggia la propria borsa, contenente una penna magnetica, accanto agli strumenti della cabina di pilotaggio danneggiandoli inconsapevolmente. Durante il volo, su richiesta di Latimer, la giornalista gli scrive il proprio indirizzo, completo del nome della rivista per cui lavora, su un foglietto che però Latimer intasca subito senza averlo letto e quindi senza scoprire la vera identità di Kathy. L'alterazione agli strumenti di bordo coglie di sorpresa Latimer che all'improvviso scopre di non essere sulla rotta per Mexico City ed è costretto a un atterraggio di fortuna in mezzo alla giungla, causa la mancanza di carburante.
I due sopravvivono alla manovra di emergenza, vengono subito soccorsi da un gruppo di cacciatori con un branco di cani dobermann e condotti a una vicina fattoria di proprietà di Browne, un misterioso inglese che dichiara di conoscere di fama Latimer e di aver letto tutti i suoi romanzi. Durante la cena Latimer e Kathy conversano con Browne e col suo socio Van Anders, un archeologo proveniente dai Paesi Bassi, che sta cercando tracce di una civiltà pre-Maya nella zona. Latimer è sospettoso circa l'identità di Van Anders e Browne, che ritiene di aver già conosciuto in passato, soprattutto quando i due dichiarano di tenere i feroci dobermann unicamente per garantire la disciplina fra i lavoranti indigeni e per costringerli a non allontanarsi la sera dalla fattoria. Le perplessità di Kathy e Latimer aumentano quando, l'indomani mattina, non trovano più il loro aeroplano nel punto dell'atterraggio d'emergenza. Browne ipotizza che sia stato rimosso dagli indigeni ma nel frattempo ha perquisito i bagagli dei due trattenendo la pistola di Latimer e dichiarando di aver trovato i loro effetti personali in una delle capanne dei lavoranti. Dopo aver notato che alla fattoria non c'è neanche un volume di archeologia, anche Kathy inizia a condividere i sospetti di Latimer. Non essendoci alcuna possibilità per Latimer e Kathy di trasmettere messaggi all'esterno, Browne e Van Anders si limitano a sintonizzare per loro la radio su un notiziario da cui si apprende che le ricerche dell'aereo scomparso sono risultate al momento vane. Il cronista fa cenno alla vera identità di Kathy e alla sua professione di giornalista scatenando così l'ostilità di Latimer che si sente ingannato dalla donna. Nella notte Latimer esplora da solo la fattoria e scopre un'officina segreta dove trova pezzi del suo aereo, la sua pistola scomparsa e un gran numero di fucili. La mattina seguente, malgrado il rancore per l'inganno di lei, Latimer comunica a Kathy la sua scoperta e i due si avviano per i dintorni fingendo di fare una passeggiata innocente. Trovano un altro aereo, evidentemente di proprietà di Browne e sorvegliato a vista da uno dei suoi uomini, che poi si reca dal suo superiore a riferire. Rientrati alla fattoria, Latimer si rende finalmente conto di quale sia l'identità di Browne ascoltandone la voce senza essere visto. I due anfitrioni vengono pertanto smascherati: Browne è un diplomatico che, durante la seconda guerra mondiale, ha tradito l'Inghilterra e si è stabilito in Germania facendo propaganda antibritannica attraverso una serie di proclami radiofonici. Van Anders, cognato di Browne, è invece il colonnello tedesco Von Andre, un criminale nazista. Consapevole dell'incerto destino che li attende, Latimer tenta di contrattare con Browne e Van Anders la liberazione di Kathy e la promessa di tacere su quanto ha scoperto ma i due si rifiutano e costringono la coppia a restare nella fattoria in attesa di decidere della loro sorte. Latimer e Kathy si danno alla fuga la notte stessa tentando invano di impadronirsi dell'aereo di Browne che, con Van Anders, si accorge subito dell'accaduto e inizia a inseguire i fuggitivi con l'ausilio dei dobermann. Latimer e Kathy vengono aiutati da uno dei lavoranti indigeni che consegna loro un machete per farsi strada nella giungla liberando anche un puma che distoglie momentaneamente i cani dall'inseguimento. La fuga è lunga ed estenuante, il percorso attraverso la giungla è difficoltoso e offre ai due solo frutti selvatici e pesce per nutrirsi. Lo spirito d'avventura e di iniziativa consente comunque a Latimer di mantenere il vantaggio sugli inseguitori grazie anche all'ideazione di una trappola che neutralizza uno degli uomini di Browne ormai troppo vicino. I fuggitivi continuano il percorso attraverso un fiume, il che consente loro di confondere l'olfatto dei cani e di far perdere le proprie tracce. Nascostisi in una grotta, Latimer e Kathy vedono inseguitori e cani che li oltrepassano senza avvertire la loro presenza. Decidono così di fermarsi a riposare e di tornare indietro l'indomani all'alba per tentare nuovamente il recupero dell'aereo di Browne. Solo allora Latimer trova in tasca il biglietto scritto da Kathy il giorno della partenza e capisce che la ragazza non intendeva ingannarlo. I due si riconciliano e capiscono di amarsi. Dopo poche ore di riposo vengono svegliati di soprassalto dall'abbaiare dei cani: Browne e Van Anders sono di ritorno e li stanno raggiungendo. Latimer e Kathy si trascinano nuovamente nella giungla, stremati, cedendo sempre più terreno agli inseguitori. Dopo essere stato raggiunto e aggredito da un paio di cani, Latimer riesce a liberarsi al termine di una lunga lotta e, benché ferito, raggiunge una delle capanne della fattoria e vi si barrica dentro con Kathy. Mentre Van Anders va a chiamare i lavoranti per sfondare la porta, Browne tenta di convincere Latimer a consegnarsi. Lo scrittore ha l'ultima decisiva intuizione per salvare la sua vita e quella di Kathy: ricorrendo a un proiettile che teneva sempre come portafortuna, riesce a sparare un solo colpo attraverso un foro nel legno della porta colpendo Browne alla schiena e uccidendolo. Latimer e Kathy riprendono la corsa verso l'aereo, lo raggiungono e salgono a bordo mentre sta sopraggiungendo Van Anders coi suoi uomini. Riuscito a decollare in extremis con Kathy, durante la manovra Latimer investe Van Anders che sta tentando invano di sparare contro il velivolo.